# Agatha Christie : Le Crime de l'Orient-Express (jeu vidéo, 2006)
Pour les articles homonymes, voir Le Crime de l'Orient-Express (homonymie).
Agatha Christie : Le Crime de l'Orient-Express (Agatha Christie: Murder on the Orient Express en version originale) est un jeu vidéo d'aventure de type pointer-et-cliquer, développé par AWE Games et édité par The Adventure Company. Le jeu est sorti sur PC le 14 novembre 2006 aux États-Unis et le 8 décembre 2006 en France, et constitue le second opus de la série de jeux vidéo Agatha Christie du développeur après Agatha Christie : Devinez qui ? (2005), bien que les intrigues de ces deux jeux soient indépendantes.
Le jeu est adapté du roman policier Le Crime de l'Orient-Express d'Agatha Christie. Reprenant l'intrigue de l'œuvre d'origine, le jeu introduit cependant de nouveaux éléments : une nouvelle enquêtrice et une fin différente du livre. Le joueur incarne un détective amateur (Antoinette Marceau), qui mène l'enquête en 1934 sur un meurtre survenu à bord de l'Orient-Express alors que le train est bloqué par une avalanche de neige dans le royaume de Serbie. Les onze passagers sont tous des suspects, ainsi que le personnel du train, et Hercule Poirot aide Antoinette Marceau dans son enquête tout en restant alité.
Le jeu a reçu un accueil très varié. Le système d'inventaire peu pratique, ainsi que les actions souvent répétitives à mener dans le jeu, sont des points qui ont souvent été relevés comme négatifs. Cependant, les graphismes améliorés par rapport à Agatha Christie : Devinez qui ?, ainsi que le doublage anglais d'Hercule Poirot par David Suchet ont été appréciés. Certaines critiques ont trouvé dommage que le joueur ne dirige pas directement le détective Poirot.
La série de jeux vidéo Agatha Christie s'est poursuivie en 2007 avec Agatha Christie : Meurtre au soleil.

## Trame

### Lieux et personnages

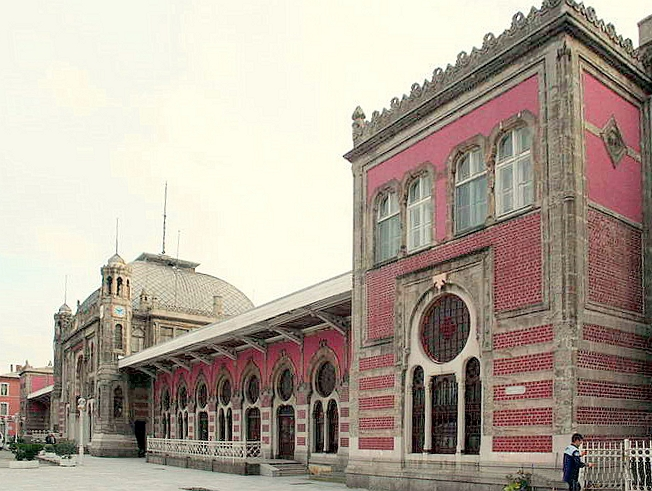
La gare de Sirkeci à Istanbul, où débute l'action du jeu.

Le Crime de l'Orient-Express se déroule en 1934 en Europe. L'intrigue du jeu débute à Istanbul près de la gare de Sirkeci, puis la suite de l'intrigue se passe en majeure partie à bord de l'Orient-Express, bloqué en Yougoslavie par une avalanche. Le joueur sort momentanément du train en gare de Belgrade, ainsi que dans les environs enneigés lorsque le train est bloqué.
Le joueur dirige Antoinette Marceau, une employée de la Compagnie Internationale des Wagons-Lits, qui n'est pas présente dans le roman d'origine. Pendant une nuit, un passager nommé Samuel Ratchett est assassiné dans sa cabine. Marceau mène l'enquête avec l'aide de Poirot qui reste alité dans sa cabine à cause d'une douleur à la cheville. Tous les suspects du roman se retrouvent dans le jeu : le comte et la comtesse Andrenyi, le colonel Arbuthnot, le docteur Constantine, Mary Debenham, la princesse Dragomirov, Hildegarde Schmitt, Greta Ohlsson, Antonio Foscarelli, Cyrus Hardman, Caroline Hubbard, Hector McQueen, Edward Masterman, et le personnel de l'Orient-Express dont le conducteur Pierre Michel.

## Développement
Le Crime de l'Orient-Express a été annoncé le 2 mai 2006 par l'éditeur The Adventure Company. Comme son prédécesseur Agatha Christie : Devinez qui ?, Le Crime de l'Orient-Express a été développé par AWE Games, en collaboration avec l'éditeur The Adventure Company. L'équipe de développement est restée très semblable à celle du premier jeu, avec Lee Sheldon comme game designer, et Scott Nixon d'AWE Games comme chef de projet.
The Adventure Company, en collaboration avec Chorion (entreprise détentrice des droits sur l'œuvre d'Agatha Christie) a choisi de baser ce second opus de la série sur le roman Le Crime de l'Orient-Express, considéré comme l'un des plus célèbres ouvrages de la romancière. AWE Games a eu peu d'influence sur ce choix, bien que l'éditeur ait demandé l'avis du studio à ce sujet. Lee Sheldon a élaboré un premier brouillon de l'intrigue du jeu qui a été envoyé à Chorion, et ces derniers ont proposé en retour quelques modifications. Sheldon a accepté d'inclure certaines de ces modifications mais en a refusé d'autres, et Chorion a accepté ce compromis. Au cours du développement, Chorion s'est montré assez confiant envers AWE Games, et n'a pas cherché à examiner en détail les directions prises par le studio.

## Accueil
Depuis sa sortie, le jeu a reçu des critiques très variées. Les notes moyennes issues de compilations de critiques indiquées par Metacritic et MobyGames sont respectivement de 60 % et 68 %, mais recouvrent des appréciations très différentes s'échelonnant de 27 % à 91 % selon Metacritic (sur une base de 22 critiques) et de 20 % à 100 % selon MobyGames (sur une base de 52 critiques).